# ستيف ريمر
ستيف ريمر (بالإنجليزية: Steve Rimmer)‏ (23 مايو 1979 بليفربول في المملكة المتحدة - ) هو لاعب كرة قدم بريطاني في مركز الدفاع. لعب مع بورت فايل ومانشستر سيتي ونادي دونكاستر روفرز ونادي هايد إف سي ونادي مارين ‏ وSkelmersdale United F.C. ‏.

## وصلات خارجية
- ستيف ريمر على موقع Soccerbase.com (لاعب) (الإنجليزية)